# Windsor, Connecticut
Windsor är en kommun (town) i Hartford County i delstaten Connecticut, USA. Vid folkräkningen år 2010 bodde 29 044 personer på orten. Den har enligt United States Census Bureau en area på totalt 80,2 km² varav 3,8 km² är vatten.

## Kända personer från Windsor
- Oliver Ellsworth, jurist och politiker
- William W. Ellsworth, politiker
- John Fitch, uppfinnare
- John Strong Newberry, geolog
- John Milton Niles, politiker
- George G. Sill, politiker
- Oliver Wolcott, politiker